# Shingo Tomita
Pour les articles homonymes, voir Tomita.
Shingo Tomita (富田 晋伍, Tomita Shingo) était un footballeur japonais né le 20 juin 1986 à Ōhira. Il était milieu de terrain et à joué l'intégralité de sa carrière au Vegalta Sendai.

## Palmarès
- Champion de J-League 2 en 2009 avec le Vegalta Sendai